# Cruzeiro do Largo do Calvário
O Cruzeiro do Largo do Calvário, situado em Benavente, foi erigido no ano de 1644, no então denominado "Rocio do Moinho de Vento", em mármore de Estremoz. O local passou depois a designar-se por Largo do Calvário.
O cruzeiro foi erigido com a seguinte inscrição: 
"Esta obra mandarao fazer os irmãos dos Santos Passos em o anno de 1644".
O cruzeiro está circundado por um adro, sobranceiro ao Rio Sorraia, de onde se avista toda a lezíria, e corresponde ao limite Norte da vila de Benavente.
O Cruzeiro do Largo do Calvário e todo o adro envolvente estão classificados como Imóvel de Interesse Público desde 1959.